# Chrysocraspeda semiocellata
Chrysocraspeda semiocellata är en fjärilsart som beskrevs av Louis Beethoven Prout 1916. Chrysocraspeda semiocellata ingår i släktet Chrysocraspeda och familjen mätare. Inga underarter finns listade i Catalogue of Life.